# St. Bartholomäus (Frammersbach)

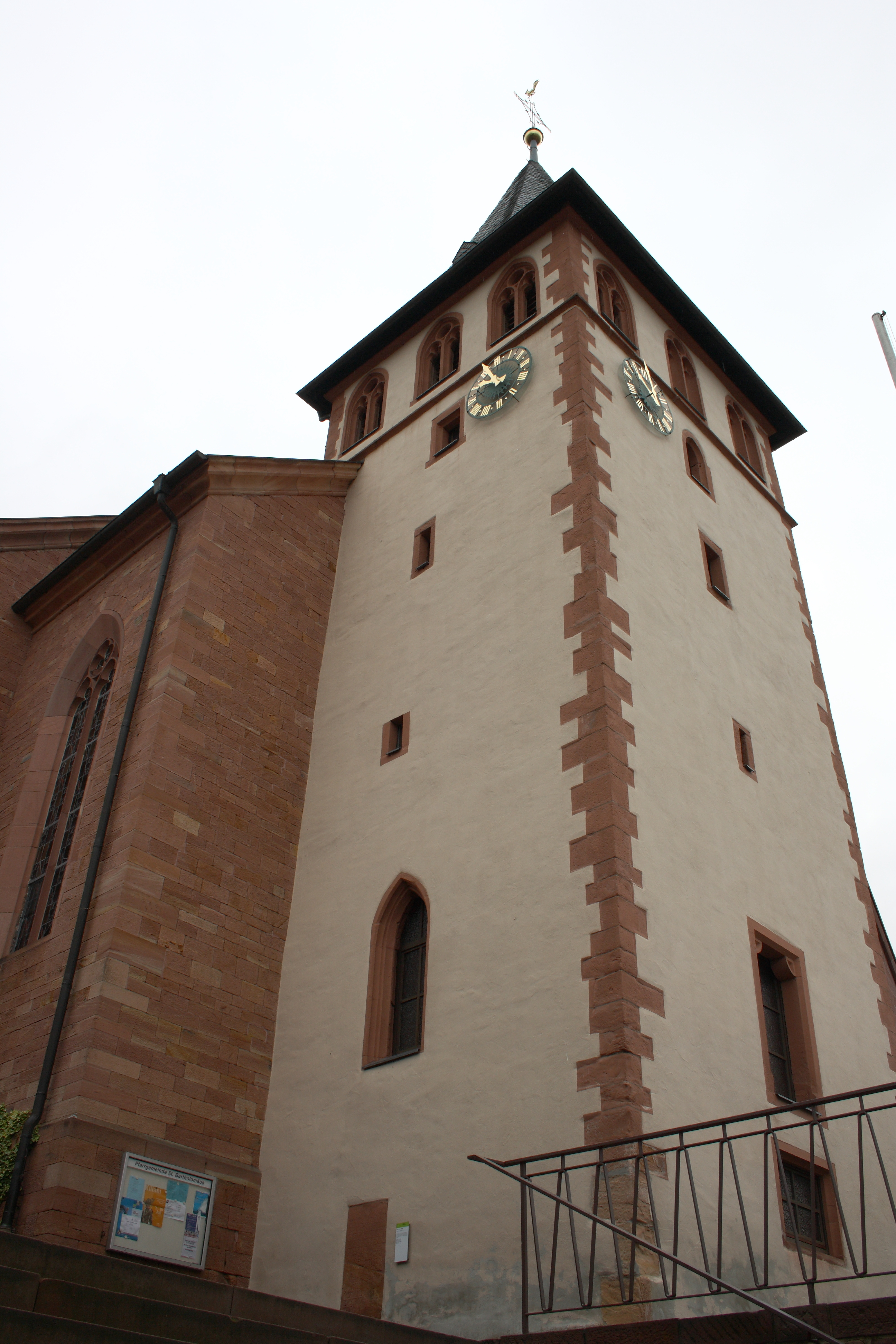
St. Bartholomäus (Frammersbach)

Die römisch-katholische Pfarrkirche St. Bartholomäus ist ein Kirchengebäude in Frammersbach, einem Markt im unterfränkischen Landkreis Main-Spessart in Bayern. Der Turm des denkmalgeschützten Bauwerks hat einen Unterbau aus dem 14./15. Jahrhundert. Die Pfarrei gehört zur Pfarreiengemeinschaft Effata (Frammersbach) im Dekanat Lohr des Bistums Würzburg.

## Beschreibung
Die ältesten Teile der Saalkirche sind die unteren verputzten Geschosse des Choranschlussturms im Osten, die von einer gotischen Wehrkirche aus dem 14. Jahrhundert stammen. Er wurde um 1559 um ein Geschoss im Baustil der Renaissance aufgestockt, das an jeder Seite drei als Biforien gestaltete Klangarkaden hat, hinter denen sich der Glockenstuhl befindet. Darauf wurde ein achtseitiges, schiefergedecktes Zeltdach gesetzt. An den Kirchturm wurden 1847–50 nach Westen aus Quadermauerwerk der neugotische Chor und das neugotische Langhaus angebaut, die mit Satteldächern bedeckt sind. Sowohl das Langhaus als auch der Chor haben Maßwerkfenster. 
Die Orgel mit 21 Registern, zwei Manualen und einem Pedal wurde 1941 von der Johannes Klais Orgelbau errichtet.